# Штефанко, Олег Степанович
Оле́г Степа́нович Штефанко́ (укр. Олег Степанович Штефанко, род. 7 сентября 1959, Чистяково, Донецкая область, Украинская ССР, ныне Украина) — советский, российский и американский актёр театра и кино. Заслуженный артист Российской Федерации (2020).

## Биография
Родился 7 сентября 1959 года в городе Чистяково Донецкой области УССР.
После окончания средней школы в 1976 году поступил в театральное училище им. Щепкина в Москве. Будучи студентом второго курса, играл две роли на сцене Малого театра. С 1979 года началась теле- и кинокарьера. По окончании театрального училища в 1980 году был принят в труппу Академического Малого театра Союза ССР, где играл с такими актёрами, как Смоктуновский, Царёв, Ильинский, Жаров, Марцевич, братьями Соломиными. Работал на радио, телевидении, в кино. Со своей сольной концертной программой объехал многие города Советского Союза. На сцене Малого театра сыграл более чем в 20 пьесах. Некоторые из них: «Долгий день уходит в ночь», «Агония», «Cирано де Бержерак», «Берег».
В 1985—1986 годах служил в рядах Вооружённых Сил СССР в Подмосковье в инженерных войсках.
В начале 1992 года Штефанко эмигрировал в США. Проживая в Нью-Йорке, освоил новые профессии: официанта, таксиста, бармена, автодилера, охранника, кикбоксера, страхового агента. Параллельно работал в модельном бизнесе, театре, играл на сцене «Theater of New York City». В Нью-Йорке Олег снялся в своём первом американском фильме.[уточнить] В 1994 году переехал в Лос-Анджелес, работал на телевидении и в кино. Был принят в две американские актёрские гильдии: SAG — Гильдию актёров кино и AFTRA — Американскую федерацию артистов телевидения и радио.
В Лос-Анджелесе продолжил своё образование в «L. A. Actors Circle Theater School». Получив американское гражданство, изменил фамилию на Oleg Stefan.
Позднее вернулся в Россию, где продолжил сниматься. Широкую известность Олег Штефанко получил по роли Леонида Зубова в сериале «Лесник».
Всего на счету Штефанко 76 кино- и телеработ, в 54 из которых он сыграл главные роли.

## Личная жизнь
Первая жена — Лариса Штефанко. Состояли в браке с 1988 по 2013 год.
Дочь — Кристина. Сын — Джон (Иван), родился в конце 1990-х годов. Его решено было назвать Иваном. Но через некоторое время его имя сменили на Джон, так как это более благозвучно для американцев.
Вторая жена — Анна Штефанко.

## Творчество

### Роли вМалом театре
- 1977 — «Любовь Яровая» К. А. Тренёва. Режиссёр: Пётр Фоменко — юнкер[3]
- 1978 — «Берег» — Курт
- 1979 — «Агония»
- 1979 — «Король Лир» — гонец герцога Альбанского
- 1981 — «Доходное место» — 1-й чиновник
- 1983 — «Сирано де Бержерак»
- 1983 — «Ревизор» — Люлюков, отставной чиновник
- 1985 — «Конёк-Горбунок»
- 1988 — «Долгий день уходит в ночь» — Эдмунд[4]

### Роли в других театрах
- «КАКаиновый конгресс Фрейда». Режиссер-постановщик: Евгений Герчаков — профессор Мориарти

### Фильмография
| Год       |   | Название                                | Роль                                                             |  |
| --------- | - | --------------------------------------- | ---------------------------------------------------------------- |  |
| 1980      | ф | Контрольная полоса                      | рядовой Рудзик                                                   |  |
| 1981      | ф | Бедная Маша                             | Костя                                                            |  |
| 1981      | ф | Деревенская история                     | Женька, механизатор                                              |  |
| 1981      | ф | Молодость, выпуск 5 «Визит»             | Семен Круглов                                                    |  |
| 1982      | ф | Через Гоби и Хинган                     | Ваня Соколов                                                     |  |
| 1982      | ф | Красные колокола                        | офицер                                                           |  |
| 1983      | ф | Обрыв                                   | Викентьев                                                        |  |
| 1983      | ф | Чучело                                  |                                                                  |  |
| 1983      | ф | Экзамен на бессмертие                   | курсант                                                          |  |
| 1985      | ф | Битва за Москву                         | старший лейтенант Манчич                                         |  |
| 1985      | с | В поисках капитана Гранта               | капитан Джон Манглс                                              |  |
| 1985      | ф | Соперницы                               | Сергей Николаевич Дроздов, тренер по виндсерфингу, мастер спорта |  |
| 1986      | ф | Верую в любовь                          | Володя, военный лётчик                                           |  |
| 1986      | ф | Точка возврата                          | летчик Михаил Блинков                                            |  |
| 1987      | ф | Абориген                                | Олег, командир стройотряда                                       |  |
| 1989      | ф | Оно                                     | Дмитрий Прокофьев                                                |  |
| 1991      | ф | Бухта смерти                            | Юра Медунов                                                      |  |
| 1991      | ф | Обнажённая в шляпе                      | Зуев                                                             |  |
| 1991      | ф | Отель «Эдем»                            | спасатель                                                        |  |
| 1991      | ф | Последний бункер                        | капитан Калиниченко                                              |  |
| 1992      | ф | Мастер Востока                          | Андрей                                                           |  |
| 1993      | ф | Заложники «Дьявола»                     | Сергей Иванович, оперативник из Москвы                           |  |
| 1996      | с | Полицейские на велосипедах              | Зигмонд                                                          |  |
| 2001      | ф | Сердцеедки                              | музыкант в русском ресторане                                     |  |
| 2001      | ф | Вечная битва                            | русский президент Качицкий                                       |  |
| 2002      | с | Boенно-юридическая служба               | Юрий Лентов                                                      |  |
| 2003      | с | Русские в Городе Ангелов                | Белов                                                            |  |
| 2003      | с | Родина ждёт                             | инспектор Ян Фантер                                              |  |
| 2003      | с | Фрейзер                                 | Владимир                                                         |  |
| 2003      | с | Как сказал Джим                         | Саша                                                             |  |
| 2004      | с | Господа офицеры                         | Сергей Федотов                                                   |  |
| 2004      | с | Игра на выбывание                       | полковник ФСБ Борис Леонидович Суховей                           |  |
| 2005      | ф | Заказ                                   |                                                                  |  |
| 2005      | ф | Теневой партнёр                         | Клиент                                                           |  |
| 2006      | с | Битва за космос                         | Алексей Леонов                                                   |  |
| 2006      | ф | Двойная фамилия                         | Георгий Воздвиженский                                            |  |
| 2006      | с | Ultimate Force                          | русский снайпер Пётр                                             |  |
| 2006      | ф | Кинофестиваль, или Портвейн Эйзенштейна | Гусев-Блок                                                       |  |
| 2006      | ф | Обратный отсчёт                         | террорист Мартин                                                 |  |
| 2006      | ф | Прорыв                                  | генерал-полковник Селиванов                                      |  |
| 2006      | ф | Ложное искушение                        | агент «Улисс» (Стас Сиянко)                                      |  |
| 2007—2009 | с | Группа «Зета»                           | Алексей Дмитриевич Тимофеев                                      |  |
| 2007      | с | Майор Ветров                            | Роман Ветров                                                     |  |
| 2007      | ф | Код апокалипсиса                        | Майк Хатчинс                                                     |  |
| 2007      | ф | Оперативная разработка                  | Майор Кузнецов                                                   |  |
| 2008      | ф | Удиви меня                              | Стас                                                             |  |
| 2009      | ф | Ничего личного                          | Борис Фетев                                                      |  |
| 2009      | ф | Всё возможно                            | Олег Анисимов                                                    |  |
| 2010      | с | Псевдоним Албанец-3                     | Александр Воронков — «Албанец»                                   |  |
| 2010      | ф | Мой грех                                | Виктор                                                           |  |
| 2011—2018 | с | Лесник                                  | Леонид Матвеевич Зубов, лесник                                   |  |
| 2012      | с | Псевдоним Албанец-4                     | Александр Воронков — «Албанец»                                   |  |
| 2012      | с | Чужое лицо                              | гeнерал Курбатов                                                 |  |
| 2013      | с | Дельта                                  | Леонид Матвеевич Зубов                                           |  |
| 2015      | ф | Два плюс два                            | Евгений Алексеевич Артамонов                                     |  |
| 2016      | с | Таинственная страсть                    | Марк Аврелов (Юрий Нагибин)                                      |  |
| 2016      | ф | Когда прошлое впереди                   | Виктор Васильевич Астахов                                        |  |
| 2016      | с | Американцы                              | Анатолий Викторович, начальник отдела КГБ(5сезон)                |  |
| 2017      | ф | Червоный                                | Ворон                                                            |  |
| 2019      | ф | Гуцулка Ксеня                           | Иван Синица                                                      |  |
| 2020      | с | Катран                                  | Андрей Павлович Седых, генерал-лейтенант МВД                     |  |
| 2021      | ф | Частная жизнь                           | Рыбак                                                            |  |
| 2023      | ф | Тетрис                                  | Николай Беликов                                                  |  |

## Признание и награды
- 2003 — VII международный евро-азиатский телефорум, удостоен гран-при за исполнение главной роли в фильме «Господа офицеры»
- 2005 — номинация на 45-м Международном телевизионном Фестивале в Монте-Карло на «Золотую нимфу» (Gold Nymph Award) за лучшую мужскую роль
- 2007 — Берлинский международный фестиваль, награждён Серебряным берлинским медведем
- 2020 — Заслуженный артист Российской Федерации (26 августа 2020 года) — за большой вклад в развитие отечественной культуры и искусства, многолетнюю плодотворную деятельность[5].